# Trichogenia maxillaris
Trichogenia maxillaris is een haft uit de familie Heptageniidae. De wetenschappelijke naam van de soort is voor het eerst geldig gepubliceerd in 1988 door Braasch & Soldán.
De soort komt voor in het Oriëntaals gebied.